# Booksmart
Pour plus de détails, voir Fiche technique et Distribution.
Booksmart ou Premières de classe au Québec est un film américain réalisé par Olivia Wilde, sorti en 2019.

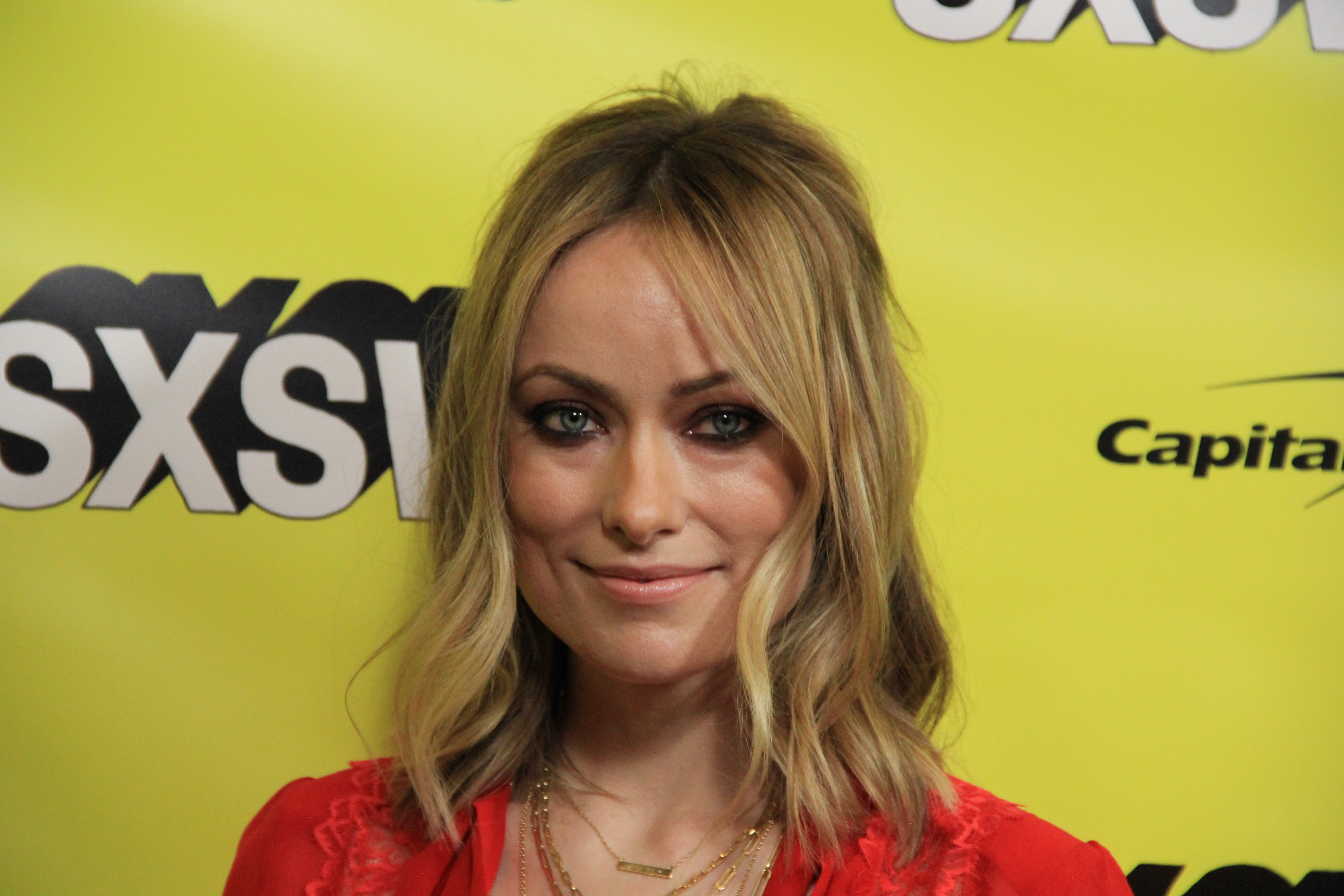
Olivia Wilde

Le long-métrage est très bien reçu par la critique et engrange plus de 24 millions de dollars. Pour sa performance, Beanie Feldstein est nommée à la 77e cérémonie des Golden Globes dans la catégorie meilleure actrice dans un film musical ou une comédie.

## Synopsis
Deux ados en dernière année ne sont jamais allées dans une soirée car elles ont toujours privilégié leurs études. Mais à la fin de leur terminale, elles décident enfin de se rendre à la soirée de Nick, un élève populaire de leur classe. Cependant, rien ne va se passer comme prévu...

## Fiche technique
- Titre : Booksmart
- Titre québécois : Premières de classe
- Réalisation : Olivia Wilde
- Scénario : Emily Halpern, Sarah Haskins, Susanna Fogel et Katie Silberman
- Musique : Dan the Automator
- Distribution : United Artists (États-Unis)
- Pays d'origine :  États-Unis
- Format : couleur
- Genre : comédie
- Durée : 102 minutes
- Dates de sortie :
  - États-Unis : 10 mars 2019 (South by Southwest) ; 24 mai 2019 (sortie nationale)
  - France : 24 mai 2019 (Netflix)

## Distribution
- Kaitlyn Dever (VF : Leslie Lipkins ; VQ : Geneviève Bédard) : Amy
- Beanie Feldstein (VF : Olivia Luccioni ; VQ : Aurélie Morgane) : Molly
- Jessica Williams (VF : Aurore Bonjour) : Miss Fine
- Jason Sudeikis (VF : Thierry Kazazian) : Principal Brown
- Lisa Kudrow (VF : Rafaèle Moutier) : Charmaine
- Will Forte (VF : Laurent Morteau) : Doug
- Victoria Ruesga (VF : Zina Khakhoulia) : Ryan
- Mason Gooding (VF : Gauthier Battoue ; VQ : Alexandre Bacon) : Nick
- Skyler Gisondo (VF : Julien Crampon ; VQ : Nicolas Poulin) : Jared
- Nico Hiraga (VF : Hervé Grull) : Tanner
- Diana Silvers (VQ : Claudia-Laurie Corbeil) : Hope
- Molly Gordon (VF : Léopoldine Serre ; VQ : Émilie Bibeau) : Triple A
- Billie Lourd (VF : Audrey Sourdive ; VQ : Marie-Ève Sansfaçon) : Gigi
- Noah Galvin (VF : Yoann Sover) : George
- Austin Crute (VF : Martin Faliu) : Alan
- Eduardo Franco (VF : Brice Ournac) : Theo
- Michael Patrick O'Brien (VF : Philippe Bozo) : Pat
- Maya Rudolph (voix)